# Peronomyrmex bartoni
Peronomyrmex bartoni is een mierensoort uit de onderfamilie van de Myrmicinae. De wetenschappelijke naam van de soort is voor het eerst geldig gepubliceerd in 2002 door Shattuck & Hinkley.